# Hemorràgia intracranial
L'hemorràgia intracranial és la ruptura d'un vas sanguini dins del crani. Els subtipus són sagnats intracerebrals (sagnats intraventriculars i sagnats parenquimàtiques), sagnats subaracnoidals, sagnats epidurals i sagnats subdurals. El més freqüent és que acabi en un resultat letal.
El sagnat intracerebral afecta unes 2,5 persones de cada 10.000 cada any.

## Signes i símptomes
L'hemorràgia intracranial és una greu emergència mèdica perquè l'acumulació de sang dins del crani pot provocar un augment de la pressió intracranial, que pot aixafar el delicat teixit encefàlic o limitar el subministrament de sang. Els augments severs de la pressió intracraneal poden causar una hèrnia cerebral, en què es parts del cervell es desplacen del seu lloc a través de les estructures del crani.

## Causes
El sagnat intracranial es produeix quan es trenca un vas sanguini dins del crani. Pot ser degut a traumes físics (com es produeix en lesions al cap) o causes no traumàtiques (com quan es produeix en un ictus hemorràgic) com ara un trencament de l'aneurisma. La teràpia anticoagulant, així com els trastorns amb coagulació de la sang, poden augmentar el risc que es produeixi una hemorràgia intracranial.
Més de la meitat de tots els casos d'hemorràgia intracranial estan relacionats amb la hipertensió.

## Diagnòstic
La tomografia computada és l'eina definitiva per al diagnòstic precís d'una hemorràgia intracranial. En casos difícils, també es pot utilitzar una exploració per ressonància magnètica.

## Classificació
Els tipus d'hemorràgia intracraneal s'agrupen aproximadament en intraaxial i extraaxial. L'hemorràgia es considera una lesió cerebral focal; és a dir, es produeix en un lloc localitzat en lloc de causar danys difusos en una àrea més àmplia.

### Dins del teixit encefàlic (intraaxial)
En aquesta categoria s'inclouen:
- Les hemorràgies parenquimàtiques, o hemorràgies dins del teixit encefàlic, i
- Les hemorràgies intraventriculars, les hemorràgies dins dels ventricles de l'encèfal (particularment dels nadons prematurs).

Les hemorràgies intraaxials són més perilloses i més difícils de tractar que les hemorràgies extraaxials.

### Fora del teixit encefàlic (extraaxial)
El sagnat que es produeix dins del crani però fora del teixit encefàlic, es divideix en tres subtipus:
- L'hemorràgia epidural (o hemorràgia extradural) que es produeix entre la duramàter (la meninge més exterior) i el crani és causada per un trauma. Pot resultar de la laceració d'una artèria, més comunament l'artèria meníngia mitjana. Es tracta d'un tipus de lesió molt perillós perquè el sagnat prové d'un sistema d'alta pressió i els augments mortals de la pressió intracraneal poden produir-se ràpidament. No obstant això, és el tipus de sagnat meningi menys freqüent i es veu en un 1% a un 3% de casos de lesions al cap.
  - Els pacients tenen pèrdua de consciència després un interval lúcid i després un deteriorament sobtat (vòmits, inquietud)
  - La TC del cap mostra deformitat lenticular (convexa).
- L'hemorràgia subdural resulta de l'esquinçament de les venes de pont a l'espai subdural entre la duramàter i l'aracnoide.
  - La TC del cap mostra una deformitat en forma de mitja lluna
- Les hemorràgies subaracnoidals, que es produeixen entre les capes aracnoidals i la piamàter, com l'hemorràgia intraparenquimal, poden ser degudes a traumes o a ruptures d'aneurismes o malformacions arteriovenoses. Es veu que la sang s'estén cap al cervell al llarg de solcs i fissures, o bé s'omplen les cisternes subaracnoidals (la majoria de vegades la cisterna quiasmàtica a causa de la presència de les artèries cerebrals anteriors del cercle de Willis i els seus punts de ramificació dins d'aquest espai). La presentació clàssica de l'hemorràgia subaracnoidal és l'aparició sobtada d'un mal de cap intens.